# Hegovia
Hegau (Hegovia) es una región en el sur de Baden-Wurtemberg, Alemania. Limita al sur con Suiza, al este con el lago de Constanza, al oeste con la Selva Negra Meridional y al norte con el distrito de Selva Negra-Baar.